# Wagi (gromada)
Wagi – dawna gromada, czyli najmniejsza jednostka podziału terytorialnego Polskiej Rzeczypospolitej Ludowej w latach 1954–1972.
Gromady, z gromadzkimi radami narodowymi (GRN) jako organami władzy najniższego stopnia na wsi, funkcjonowały od reformy reorganizującej administrację wiejską przeprowadzonej jesienią 1954 do momentu ich zniesienia z dniem 1 stycznia 1973, tym samym wypierając organizację gminną w latach 1954–1972.
Gromadę Wagi z siedzibą GRN w Wagach utworzono – jako jedną z 8759 gromad – w powiecie łomżyńskim w woj. białostockim, na mocy uchwały nr 18/V WRN w Białymstoku z dnia 4 października 1954. W skład jednostki weszły obszary dotychczasowych gromad Wagi, Konopki, Wypychy, Dusze, Szyjki, Supy, Chrostowo, Pieńki, Trzaski i Kubra Przebudówka ze zniesionej gminy Przytuły w tymże powiecie. Dla gromady ustalono 12 członków gromadzkiej rady narodowej.
31 grudnia 1959 gromadę Wagi zniesiono włączając jej obszar do gromad Przytuły (wsie Chrostowo, Wagi, Supy, Konopki-Błonie (Konopki) i Wypychy oraz kolonię Kubra-Przebudówka) i Łoje-Awissa (wsie Dusze, Dębówka, Trzaski, Szyjki i Pieńki-Grodzisko (Pieńki)).